# Floorball Champions Cup 2016
Der IFF Floorball Champions Cup 2016 war die sechste Spielzeit des Europapokals im Unihockey (Floorball) unter dieser Bezeichnung und die 24. insgesamt. Das Turnier wurde in der Boråshallen in Borås (Schweden) ausgespielt.

## Teilnehmer
|  | Männer: - Storvreta IBK (Meister der Svenska Superligan 2015/16) - SC Classic (Meister der Salibandyliiga 2015/16) - Grasshopper Club Zürich (Meister der Nationalliga A 2015/16) - Florbal Chodov (Meister der Tipsport Superliga 2015/16) - Pixbo Wallenstam IBK (Sieger der Hauptrunde der Svenska Superligan 2015/16) - Greåker IBK (Sieger des EuroFloorball Cups 2015) | Frauen: - Pixbo Wallenstam IBK (Meister der Svenska Superligan 2015/16) - SC Classic (2. der Salibandyliiga 2015/16) 1 - Piranha Chur (Meister der Nationalliga A 2015/16) - 1. SC Vitkovice (Meister der Tipsport Superliga 2015/16) - IKSU (2. der Hauptrunde der Svenska Superligan 2015/16) 2 - Nauka MP (Sieger des EuroFloorball Cups 2015) 1 Der eigentliche Meister NST Lappeenranta tritt nicht an. 2 Pixbo Wallenstam ist ebenfalls Sieger der Hauptrunde. |

## Viertelfinale
| Florbal Chodov | 8 | – | 4 | Greåker IBK | 30. September 2016, 13:00 Uhr |  |

| Grasshopper Club Zürich | 2 | – | 11 | Pixbo Wallenstam IBK | 30. September 2016, 19:10 Uhr |  |

| 1. SC Vitkovice | 12 | – | 1 | Nauka MP | 30. September 2016, 10:00 Uhr |  |

| Piranha Chur | 2 | – | 12 | IKSU | 30. September 2016, 16:10 Uhr |  |

## Halbfinale
| Storvreta IBK | 7 | – | 2 | Florbal Chodov | 1. Oktober 2016, 15:30 Uhr |  |

| SC Classic | 7 | – | 2 | Pixbo Wallenstam IBK | 1. Oktober 2016, 18:30 Uhr |  |

| SC Classic | 4 | – (n.SD.) | 3 | 1. SC Vitkovice | 1. Oktober 2016, 09:30 Uhr |  |

| Pixbo Wallenstam IBK | 4 | – | 3 | IKSU | 1. Oktober 2016, 12:30 Uhr |  |

## Finale
| Storvreta IBK | 2 | – | 1 | SC Classic | 2. Oktober 2016, 13:45 Uhr |  |

| Pixbo Wallenstam IBK | 6 | – | 2 | SC Classic | 2. Oktober 2016, 11:00 Uhr |  |

## Abschlussplatzierungen
| Rang | Team                    |
| ---- | ----------------------- |
| 1    | Storvreta IBK           |
| 2    | SC Classic              |
| 3    | Florbal Chodov          |
| 4    | Pixbo Wallenstam IBK    |
| 5    | Grasshopper Club Zürich |
| 6    | Greåker IBK             |

| Rang | Team                 |
| ---- | -------------------- |
| 1    | Pixbo Wallenstam IBK |
| 2    | SC Classic           |
| 3    | 1. SC Vitkovice      |
| 4    | IKSU                 |
| 5    | Piranha Chur         |
| 6    | Nauka MP             |